# Simone di Sicilia
Simone d'Altavilla, noto anche come Simone di Sicilia (Palermo, 1093 – Mileto, 28 settembre 1105), fu il primogenito e successore designato di Ruggero I, Gran Conte di Sicilia, e di Adelaide del Vasto, la quale tenne la reggenza durante il suo breve regno.

## Biografia
Secondo le cronache di Alessandro di Telese, durante la sua infanzia Simone incorse in un curioso incidente con suo fratello Ruggero. Un episodio che alla luce dei successivi sviluppi storici appare quasi profetico:
Simone ereditò la contea di Sicilia nel 1101, ancora molto giovane, e morì appena quattro anni dopo, nel 1105 a Mileto, dove fu sepolto nell'abbazia della SS. Trinità. Dopo la reggenza della madre Adelasia fino al 1112, gli successe il fratello, Ruggero II, che sarebbe poi diventato Re di Sicilia.

## Ascendenza
|                           |                 |                         | Genitori                 |  |  | Nonni |  |  | Bisnonni |  |  | Trisnonni |  |
|                           |                 |                         |                          |  |  |       |  |  | …        |  |  | …         |  |
|                           |                 |                         |                          |  |  |       |  |  | …        |  |  | …         |  |
|                           |                 | …                       |                          |  |  |       |  |  | …        |  |  |           |  |
| Tancredi d'Altavilla      |                 |                         |                          |  |  |       |  |  | …        |  |  |           |  |
|                           |                 | …                       | …                        |  |  |       |  |  |          |  |  |           |  |
|                           |                 | …                       | …                        |  |  |       |  |  |          |  |  |           |  |
|                           |                 | …                       | …                        |  |  |       |  |  |          |  |  |           |  |
| Ruggero I di Sicilia      |                 | …                       |                          |  |  |       |  |  |          |  |  |           |  |
|                           |                 | Riccardo I di Normandia | Guglielmo I di Normandia |  |  |       |  |  |          |  |  |           |  |
|                           |                 | Riccardo I di Normandia | Guglielmo I di Normandia |  |  |       |  |  |          |  |  |           |  |
|                           |                 | Riccardo I di Normandia | Sprota                   |  |  |       |  |  |          |  |  |           |  |
| Fresenda                  |                 | Riccardo I di Normandia |                          |  |  |       |  |  |          |  |  |           |  |
|                           |                 | …                       | …                        |  |  |       |  |  |          |  |  |           |  |
|                           |                 | …                       | …                        |  |  |       |  |  |          |  |  |           |  |
|                           |                 | …                       | …                        |  |  |       |  |  |          |  |  |           |  |
| Simone di Sicilia         |                 | …                       |                          |  |  |       |  |  |          |  |  |           |  |
|                           | Teuto di Savona | …                       |                          |  |  |       |  |  |          |  |  |           |  |
|                           | Teuto di Savona | …                       |                          |  |  |       |  |  |          |  |  |           |  |
|                           | Teuto di Savona | …                       |                          |  |  |       |  |  |          |  |  |           |  |
| Manfredo Incisa del Vasto | Teuto di Savona |                         |                          |  |  |       |  |  |          |  |  |           |  |
|                           |                 | Berta di Torino         | Olderico Manfredi II     |  |  |       |  |  |          |  |  |           |  |
|                           |                 | Berta di Torino         | Olderico Manfredi II     |  |  |       |  |  |          |  |  |           |  |
|                           |                 | Berta di Torino         | Berta di Milano          |  |  |       |  |  |          |  |  |           |  |
| Adelasia del Vasto        |                 | Berta di Torino         |                          |  |  |       |  |  |          |  |  |           |  |
|                           |                 | …                       | …                        |  |  |       |  |  |          |  |  |           |  |
|                           |                 | …                       | …                        |  |  |       |  |  |          |  |  |           |  |
|                           |                 | …                       | …                        |  |  |       |  |  |          |  |  |           |  |
| …                         |                 | …                       |                          |  |  |       |  |  |          |  |  |           |  |
|                           |                 | …                       | …                        |  |  |       |  |  |          |  |  |           |  |
|                           |                 | …                       | …                        |  |  |       |  |  |          |  |  |           |  |
|                           |                 | …                       | …                        |  |  |       |  |  |          |  |  |           |  |
|                           |                 | …                       |                          |  |  |       |  |  |          |  |  |           |  |